# Johann Karner
Johann Karner (* 1801 ?; † 7. Juni 1862 in Klagenfurt) war ein österreichischer Verwaltungsjurist und Politiker.

## Leben
Karner war römisch-katholischer Konfession und blieb ledig. Er machte eine juridische Ausbildung und war 1841 Bezirkskommissär und zuletzt Justitiar, wohnhaft in Klagenfurt, St. Veiter Vorstadt 41. Im Jahr 1849 wird er als Privatier genannt. Im Jahr 1861 wurde er zum Ehrenbürger der Ortsgemeinde Lendorf bei Klagenfurt ernannt.
Vom 17. Juli 1848 bis zum 4. März 1849 war er Abgeordneter im Provisorischen Kärntner Landtag. Ab dem 6. September 1848 war er Mitglied des provisorischen Landtagsausschusses.
Karner wurde am 8. März 1862 in einer Nachwahl der ersten Landtagsperiode für die LGM 4, St. Veit, als Nachfolger des zurückgetretenen Johann Spitzer in den Kärntner Landtag gewählt, starb vor der nächsten Landtagssitzung.